# Loch Li
Loch Li är en sjö i Storbritannien.   Den ligger i kommunen Highland och riksdelen Skottland, i den norra delen av landet, 700 km norr om huvudstaden London. Loch Li ligger 500 meter över havet.  Trakten runt Loch Li består i huvudsak av gräsmarker.